# Ben Mezrich
Ben Mezrich (1969) é um escritor americano que nasceu em Princeton, Nova Jérsei. Alguns dos livros em que escreveu, colocou sob o pseudônimo Holden Scott. Graduou-se na Universidade de Harvard em 1991. Criou seu próprio gênero de não-ficção, relatando as incríveis histórias de jovens gênios que conseguem fazer muito dinheiro. Desde que se formou, os livros que publicou tem na soma de impressão de mais de um milhão de exemplares, incluindo impressões em outros idiomas.

## Trabalho escrito
Ao escrever estas verdadeiras histórias, Ben Mezrich teve acessos a mundos raramente expostos. Em sua pesquisa para Bringing Down the House ele ficou entre apostadores, mafiosos. Quando também escrevia Ugly Americans, visitou locais exclusivos a japoneses, clubes eróticos.
Autor de grandes sucessos como: Bringing Down the House: The Inside Story of Six M.I.T. Students Who Took Vegas for Millions, ficou tempo suficiente na lista dos mais vendidos do New York Times para realmente ser um fenômeno, foi escrito em quinze idiomas;
The Accidental Billionaires: The Founding of Facebook (Bilionários por Acaso: A Criação do FACEBOOK), também entrou na lista de best-seller do New York Times, virou um grande sucesso. Estes dois livros escritos por Ben Mezrich foram adaptados em filme.
Bilionários por Acaso foi adaptado pela Sony Pictures com Trigger Street Productions e Scott Rudin, com Aaron Sorkin como roteirista. Bringing Down the House (Filme: Quebrando a Banca) no qual Kevin Spacey também produziu e estrelou, foi lançado em 2008.

## Mezrich na TV
Ben Mezrich organizou World Series of Blackjack (Campeonato Mundial de Blackjack) para GSN. Também apareceu em uma séria chamada High Stakes with Ben Mezrich, no qual o show usou seus contatos exclusivos para investigar a cultura de jovens milionários.